# 死のロングウォーク
『死のロングウォーク』（しのロングウォーク、The Long Walk）は、リチャード・バックマン（スティーヴン・キングの別ペンネーム）の小説。1979年に出版された。キングによると、彼が大学1年生のときに書いた初めての小説だという。

## あらすじ
近未来のアメリカ合衆国では、年に一度ロングウォークという競技が開催されていた。16歳の少年レイ・ギャラティは母親に引き止められながらも、ロングウォークへの参加を決める。
競技が進むにつれて多くの競技参加者（ウォーカー）達は次々に射殺され、競技中は空腹や怪我などによる肉体的な苦痛、また精神的な苦痛に襲われるため、競技は過酷になる。参加した少年のほとんどはロングウォークへの参加を後悔し、ギャラティは家族や恋人との再会を果たすべく優勝を狙う。
ロングウォークの競技中では少年同士が友好関係を育み、中には妬みあうような関係になる参加者たちもいる。

## ロングウォーク
- 12歳以上18歳までの男子の大半がロングウォークに出場する為のテストを受けるが、パス出来るのは50人に1人。
- 最終的にウォーカー100人、補欠100人の計200人が残される。これは抽選で選ばれ、テレビ中継される。
- ウォーカーと補欠、どちらに選ばれたかは取消日(ロングウォーク開始日前日)が来るまで不明。
- 参加者は5月1日にアメリカとカナダの国境を示す印の石の標柱前（メイン州）に集合。
- 観客の観覧はオールドタウンから規制が解かれる。それまでの沿道の住人は除外。
- オーガスタからはテレビ中継される。
- ルール
  - 最低速度は時速4マイル(時速6.4キロメートル)。これを下回ると警告を受ける。休憩は無し。
  - 警告は3回まで。4回目には射殺などによりロングウォークから外される。
  - 警告を受けてから1時間次の警告を受けなければ、1回分の累積が消滅する。
  - 競技はウォーカーが最後の一人になる（99人が死亡する）まで続く。
  - 優勝者はどんな賞品でも受け取ることができる。
- ヒント
  - ヒント3：絶対にスニーカーをはかないこと。ロングウォークではスニーカーは他のどの履物よりも早くまめができる。
  - ヒント6：ゆっくり気楽に歩くのがこつ
  - ヒント8：（ロングウォーク中の妨害に関する規定と思われる）
  - ヒント10：呼吸を大切にせよ。ふだん喫煙する者は、ロングウォークの間はなるべく喫わないこと。
  - ヒント12：スポーツソックスを推奨
  - ヒント13：できるときには必ずエネルギーを貯えよ
- その他
  - 一日一回、朝9時に濃縮食の入ったポケット付きのベルトが配給される。
  - 要求すれば、水の入った水筒が兵士から渡される。制限はないが、自分の水筒は自分で要求しないと貰うことは出来ない。

## 登場人物

### ロングウォーク参加者
レイ・ギャラティ（47番）Raymond Davis Garraty
本作の主人公。もじゃもじゃの髪をした、大柄な少年。16歳でメイン在住。現在は母親との2人暮らし。
母親や恋人のジャンに再会したい一心で、仲間たちと共にロングウォークを耐える。
ピーター・マクヴリーズ（61番）Peter McVries
黒髪で浅黒い張り詰めた日焼けした顔に、茶色い瞳が特徴。ギャラティと親しくなり行動を共にし、何度か彼を助ける。片頬の傷跡は恋人とのトラブルで出来たもの。98番目の脱落者。
ステビンズ（88番）Stebbins
金髪の少年でいつもしんがりを歩く。ロングウォーク開始時は無口且つ無表情であった。ロングウォークについて詳しい。
実は少佐の実子(私生児)である。本人曰く、ロングウォークの参加者たちの目標になる為に、見せしめとして参加したという。もしも優勝したら、私生児がたくさんいる少佐の正体を暴くべく、「父親の元へ連れていってくれ」と要求するつもりだった。マサチューセッツ州ダンヴァーズまで歩くがギャラティに敗れる。99番目、最後の脱落者。
アート・ベイカー（3番）Arthur Baker
南部出身の「赤っ首」と揶揄される白人。クー・クラックス・クランに入っていた。優勝したときの賞金を夢見ている。ギャラティと親しくなり、行動を共にする。ゆったりとした、足を引きずるような歩き方で、長い時間を歩き続ける。
終盤に転倒し頭を打ったため、鼻血が止まらなくなり、ついに力尽きた。97番目の脱落者。
ハンク・オルソン（70番）Hank Olson
巻き毛で黒鉱石のような目が特徴。口達者。
ロングウォークの開始前は少佐に冗談を言うなどスタート時は余裕がありそうだったが、徐々に足の不調を訴え、口数が少なくなっていく。ギャラティたちからはすぐに離脱するかと思われていたが、中盤までほぼ意識のないまま執念で歩き続け、最期は何度撃たれても歩こうと身体だけは動いていた。ロングウォーク53番目の脱落者。
アーロンソン (1番) Aaronson
日焼けした、背が低いずんぐりした農家の少年。両足がこむら返りを起こしたため白線上で立ったまま撃たれた。ロングウォーク43番目の脱落者。
エイブラハム（2番）Abraham
背が高いが低音の陰気な声が特徴の少年。非常に丈夫な靴を履いている。終盤まで生き残るが、最期は悪天候の中でなぜかシャツを捨てて歩き、体調を崩して力尽きた。ロングウォーク90番目の脱落者。
ジェイムス・ベイカー（4番）James Baker
ギャラティ達が雑談している最中に脱落したウォーカー。13番目の脱落者。
ゲイリー・バーコヴィッチ（5番）Gary Barkovitch
ワシントンD.C.出身。小柄で焦げ茶色の目に、尖り気味の鼻で浅黒い張りつめた顔が特徴。口が悪く、「(脱落者たちの)墓の上で踊ってやる」と公言し、憎しみを糧に歩き続ける。特にマクヴリーズからは嫌われている。ロングウォーク68番目の脱落者。
トーマス・カーリー（7番）Thomas Curley
痩せてひょろひょろと細く、真面目そうな角ばったニキビだらけの顔が特徴。頬髯を生やそうとしている。右足の筋肉が硬直し、ロングウォークで最初の脱落者になる。
デイヴィッドソン (8番)  Davidson
灰色の目で顔立ちは良いが、額がニキビだらけの少年。25番目の脱落者。
ユーイング（9番） Ewing
テキサス出身。アフロヘアーが特徴の黒人。ベイカーと同じバスに乗って来た。
スニーカーを履いていたばかりに足にまめが出来てしまい、ロングウォークの2番目の脱落者となる。
フェンター（12番） Fenter
ロングウォークの6番目の脱落者。
ロージャー・フェナム (13番)  Roger Fenum
不運な13番。ロングウォークちょうど50番目離脱の名誉を担った。
パーシー（31番）Percy
パーシーはファーストネーム。金髪の少年。過保護な母親を持つ。ロングウォークから脱け出そうとコースから離れるが、射殺されてしまう。ロングウォーク32番目の脱落者。
グリブル（48番）Gribble
丸顔で切り上げた黒い前髪がひものように垂れているのが特徴。ギャラティのグループでは過激派の少年。ロングウォーク中、少佐を罵倒する。ロングウォーク30番目に脱落した。
リチャード・ハークネス（49番）Richard Harkness
眼鏡をかけたクルーカットの少年。ロングウォーク終了後、本を書くために、出場者の名前と番号を尋ねて回っている。脚が硬直し、何とか回復したものの、ロングウォーク31番目に力尽きる。
クリンガーマン(59番)Klingerman
フリーポート近くで突然の腹痛に見舞われたが、悲鳴をあげながら歩き続けた。
ラーソン（60番）Larson
最初の急坂で座り込み、兵士に撃たれた。ロングウォークの7番目の脱落者。
フランク・モーガン（64番）Frank Morgan
ニコニコして明るい眼鏡をかけた少年。ギャラティが緊張感が無くなっていた時に殺され、彼に正気を取り戻すきっかけを作る。
スクラム（85番）Scramm
フェニックス出身。16歳。髪はクルーカットのまん丸い顔立ちで、身体の大きさはヘラジカや牡牛のようと評される。
14歳で学校を中退し、１つ歳上のキャシーという女性と結婚。妻は現在妊娠している。ベッドシーツで働いている。
ロングウォーク開始当初から優勝候補と目されていたが、不運にもロングウォーク中に風邪を拗らせて肺炎になってしまい、脱落。
マーティ・ワイマン (97番)Marty Wyman
ギャラティと同じように、おじを分隊に連れて行かれた過去がある。83番目の脱落者。
ヤニック  (98番)Yannick
ロングウォーク28番目の脱落者。
ザック (100番)Zuck
古い線路跡を渡った際に転んで怪我をする。ロングウォーク4番目の脱落者。
コリー・パーカー Collie Parker
イリノイ州ジョリエット出身。金髪で筋骨隆々の少年。初めはギャラティに嫌味ばかり言っていたが、徐々に友情が芽生える。ロングウォーク終盤で、兵士の隙をついて襲いかかり一人を殺害、ハーフトラックに飛び乗るが、他の兵士にあえなく射殺された。
ピアソン Pearson
長身で、コーラの瓶底のような厚いレンズのはまった、べっこう縁の眼鏡が特徴の少年。ギャラティと親しくなり、更に中盤過ぎまで生き残る。バーコヴィッチが撃たれた後に体調を崩し、脱落した。
トラヴィン Travin
ロングウォーク中に下痢をする。ロングウォーク5番目の脱落者。
トーランド Toland
ロングウォーク最初の坂道で気絶して撃たれた。9番目の脱落者。
ランク Rank
ずんぐりした醜い少年。バーコヴィッチに罵倒されたことに逆上し殴りかかったものの、ふらついて倒れ、兵士に殺される。ロングウォーク14番目の脱落者。この一件以降、バーコヴィッチは他の少年たちから、「人殺し」と呼ばれるようになった。
ジェンセン  Jensen
雹に見舞われた際にパニックを起こして路肩に出てしまい、撃たれた。ロングウォーク48番目の脱落者。
ジョー Joe
ニューメキシコ出身。ホピ族であり、マイクとは同性愛関係と噂されるが、実際は兄弟である。マイクと共に常に先頭を歩いていたが、ギャラティが脚の硬直から復活した直後に撃たれ、61番目の脱落者となる。
マイク Mike
ニューメキシコ出身。ホピ族であり、ジョーとは兄弟である。ジョーと共に常に先頭を歩いていたが、突然の腹痛に見舞われ、既に瀕死だったスクラムと共に脱落する。
タビンズ Tubbins
眼鏡をかけ、顔中そばかすだらけで、口数は多くないが感じの良い少年。フリーポートを出たあとで発狂してしまう。ロングウォーク80番目の脱落者。
ボビー・スレッジ Bobby Sledge
雨と闇に紛れて群衆の中に逃げ込もうとしたが撃たれた。ロングウォーク84番目の脱落者。
ブルース・パスター Bruce Pastor
ニューハンプシャー州に入った処で力尽きた。ロングウォーク92番目の脱落者。
ジョージ・フィールダー George Fielder
マサチューセッツ州まで歩いたが、精神に異常をきたし力尽きた。ロングウォーク94番目の脱落者。
ビル・ハフ Bill Hough
読みにくい名前を持つ。ロングウォーク95番目の脱落者。

### その他
少佐 The Major
本作のアメリカの絶対的権力者。
ジム・ギャラティ
ギャラティの父親。政府系のトラックの運転手をしていたが、反体制的な発言を隠せない性格だったため、ギャラティが5歳の時に分隊に連行され、それきり消息を絶った。
ジャン(ジャニス)
レイ・ギャラティのガールフレンド。恋人のギャラティがロングウォークに参加することを最後まで反対していた。
プリシラ
ピーター・マクヴリーズの元ガールフレンド。彼の頬に喧嘩の末に傷をつけた。事件以降、マクヴリーズとは疎遠になっている。

## 実写映画
2018年4月にニュー・ライン・シネマより実写映画化の制作が発表された。2007年まではフランク・ダラボンが映画権を持っていたが立ち消えとなり、その後ジェームズ・ヴァンダービルトとブラッドリー・J・フィッシャーのタッグに引き続がれた。
2019年5月にはジェームズ・ヴァンダービルトが製作・脚本、アンドレ・ウーヴレダルが監督を務めることが発表された。しかしその後ウーヴレダルも降板、2023年にフランシス・ローレンスが監督を務めることが発表され、製作スタジオもライオンズゲート・フィルムズに変更された。
2024年6月にはキャスティングがされ、7月より撮影も開始された。2025年9月12日に米国にて公開予定。

### キャスト
- レイ・ギャラティ - クーパー・ホフマン
- ピーター・マクヴリーズ - デヴィッド・ジョンソン
- ステビンズ - ギャレット・ウェアリング
- アート・ベイカー - タット・ニュオート
- ハンク・オルソン - ベン・ワン
- コリー・パーカー - ジョシュア・オジック
- ゲイリー・バーコヴィッチ - チャーリー・プラマー
- リチャード・ハークネス - ジョーダン・ゴンザレス
- トーマス・カーリー - ローマン・グリフィン・デイヴィス
- ギャラティの母 - ジュディ・グリア
- 少佐 - マーク・ハミル

## その他
- サタデーバリューフィーバー：日本テレビのバラエティ番組。2007年9月1日にこの小説を基にした番組「ロングウォーク〜生きるために歩き続ける〜」を放送。番組では2人一組のウォーカー14人が背中に模擬爆弾を装着して歩き続け、警告累積2回で爆弾が破裂し、死亡認定される。
- バトル・ロワイアル:高見広春の小説。この作品を下敷きにしている[1][要ページ番号]。
- 新自由主義との関係:木澤佐登志はこの作品が出版された1979年が、マーガレット・サッチャーの首相就任の年であることを引き合いに、のちに台頭するサッチャリズムやレーガノミクスの「苛烈な弱肉強食の時代」との関連性を指摘しており、「到来を予見した書」とも評している[2]